# Répression de la recherche scientifique en Union soviétique
 (août 2017).
 (août 2017).
La répression de la recherche scientifique en Union soviétique se réfère au contrôle étroit, voire à l‘interdiction de certains domaines de la  science en Union soviétique, touchant tant les sciences dures que les sciences humaines et sociales, forcées de se conformer au matérialisme historique. Ce contrôle fut l‘occasion de réprimer les scientifiques considérés « impérialistes » ou « bourgeois ».
Cette répression, aux conséquences importantes, a commencé au cours du règne de Joseph Staline et a continué après sa mort, conduisant à la suppression de certains domaines étiquetés comme idéologiquement suspects.

## Livre noir de la science soviétique

### Biologie
Dans le milieu des années 1930, l'agronome Trofim Lyssenko a commencé une campagne contre la génétique, dans laquelle il reçoit le soutien de Staline. L‘une des raisons de ce soutien est la croyance que les travaux de Lyssenko sur l‘hérédité des caractères acquis (en opposition, donc, à la théorie de l‘évolution) pourrait permettre d‘améliorer les rendements agricoles soviétiques en mettant à profit la vernalisation, mais Staline avait aussi d‘autres désaccords plus idéologiques avec la génétique. En effet, la génétique mendélienne en particulier rendait Staline furieux, car elle se fondait sur les travaux de Gregor Mendel, un prêtre catholique, ce qui allait à l'encontre de la position de l'Union soviétique officiellement en faveur de l'athéisme et de l'antithéisme,,,,.
Du 28 juin au 4 juillet 1950, le gouvernement soviétique organise une session scientifique commune de l'Académie des Sciences de l'URSS et de l'Académie des Sciences Médicales de l'URSS, dite « Session pavlovienne ». À cette occasion, plusieurs physiologistes soviétiques (L. A. Orbeli, P. K. Anokhin, A. D. Speransky, I. S. Beritashvily) ont été attaqués par leurs collègues, leur reprochant de s‘être écartés de l'enseignement de Pavlov. Plus généralement, cette session marque la rupture entre la physiologie soviétique et celle du reste du monde.

### Cybernétique
La cybernétique a été interdite également en tant que pseudoscience bourgeoise, à cet effet le livre de Norbert Wiener De la Cybernétique , sorti en 1948, ouvrage central de la discipline, a été condamné et ne fut pas traduit avant l'année 1958. Une édition du Dictionnaire philosophique bref de 1954 condamne la cybernétique pour « mécaniquement assimiler les processus vivants de la nature, de la société et dans les systèmes techniques, et ainsi aller à l'encontre du matérialisme dialectique et la physiologie scientifique moderne développée par Ivan Pavlov ». Toutefois, cet article a été supprimé à partir de 1955 lors de la réimpression du dictionnaire (un élément à mettre en lien avec le remplacement de Staline par Khrouchtchev, qui a de façon générale réduit un peu la répression des sciences en URSS). Après une première période initiale de doutes, la cybernétique soviétique a ainsi pris racine, mais cette première attitude a entravé le développement de l'informatique et de l'ingénierie en Union soviétique.

### Histoire
L'historiographie soviétique (la façon dont l'histoire a été et est écrite par des spécialistes de l'Union soviétique) a été significativement influencée par le contrôle strict des autorités visant à la propagande de l'idéologie communiste et de la puissance soviétique.
Depuis la fin des années 1930, l'historiographie soviétique considérait la ligne du parti comme incontestablement représentative de la réalité. Dans ce contexte, l‘histoire était mise au service de l‘idéologie, ce qui pouvait s‘accompagner d‘un révisionnisme historique. Dans les années 1930, des archives historiques ont été fermées et la recherche originale a été fortement limitée. Les historiens devaient agrémenter leurs travaux avec des références — appropriées ou pas — à Staline et d'autres « marxistes-Léninistes classiques », et ignorer — comme prescrit par le parti — l‘histoire antérieure à la révolution.
De nombreux travaux d'historiens occidentaux ont été interdits ou censurés, de nombreux domaines de l'histoire ont également été interdits à la recherche, et niés. Les traductions étrangères d‘ouvrages historiques étaient souvent tronquées et censurées. Par exemple, dans la traduction de 1976 de l'Histoire de la Seconde Guerre mondiale de Basil Liddell Hart, sur les purges des officiers de l'Armée Rouge d'avant-guerre, le protocole secret du pacte Molotov-Ribbentrop, de nombreux détails de la guerre d'Hiver, l'occupation des pays baltes, de l'occupation soviétique de la Bessarabie et de la Bucovine du Nord, l'aide des alliés à l'Union soviétique pendant la guerre, beaucoup d'autres efforts alliés des Occidentaux, les erreurs de la direction soviétique, la critique de l'Union soviétique et d'autres contenus ont été censurés.
Le massacre de Katyń a été officiellement attribué à l'Allemagne nazie, mais le sujet était plus souvent dissimulé. Les famines soviétiques étaient de même taboues.

### Linguistique
Dans les premières années de l'Union soviétique, la figure dominante dans la linguistique soviétique est Nikolai Yakovlevich Marr, pour qui la langue est une construction de classe et la structure de la langue est déterminée par la structure économique de la société. 
Les théories de Marr avaient un noyau défini : le rejet de l'attachement d'une langue particulière à un groupe racial ou ethnique particulier, l'accent mis sur la nature synchronique mutuelle des langues de divers groupes et leur plasticité ce qui permet d'envisager une langue pour toute l'humanité. C'est ce présupposé qui rend les théories de Marr assez attrayantes pour les nouveaux dirigeants de l'URSS, du moins au début de l'existence du régime soviétique. Essayant de faire coïncider ses théories personnelles avec l'idéologie marxiste, il émet l'hypothèse que les langues modernes tendent à fusionner dans un langage commun dans une société communiste.
Les invectives de Marr contre les linguistes russes ne partageant pas ses vues ont aidé le régime à éliminer ceux que Marr considérait comme des fauteurs de troubles. Les graves implications de ses attaques devinrent de plus en plus évidentes à la fin des années 1920 et, bien sûr, au cours des années 1930, période pendant laquelle l'intensité des répressions augmenta de façon spectaculaire. En 1933, alors même que Marr était gravement malade et que débutait une nouvelle époque où l'accent croissant mis sur le nationalisme russe commençait à remplacer l'internationalisme universaliste des théories de Marr, ces accusations devinrent assez pratiques pour que l'État frappe contre les groupes d'universitaires qui pouvaient être considérés comme une menace potentielle pour le régime. En effet, l'accent mis par Marr sur l'aspect universaliste des langues et la déconnexion entre les langues et les groupes ethniques particuliers pouvait difficilement être accepté par des slavistes sérieux qui considéraient la langue slave comme faisant partie de l'arbre linguistique indo-européen lié à des groupes ethniques particuliers. Ceux-ci liaient la langue russe aux Russes en tant que groupe ethnique. Marr considérait ces savants comme de sérieux ennemis idéologiques et, implicitement, politiques. L'État suivit la recommandation implicite de Marr de traiter durement ces personnes en ouvrant le « cas des slavistes » (delo Slavistov) en 1933/1934, ce qui conduisit à l'arrestation d'un certain nombre de slavistes russes éminents. Beaucoup d'entre eux furent physiquement éliminés.
Par la suite Staline, qui avait lui-même écrit un petit essai, Le Marxisme et les questions linguistiques à propos de la politique linguistique en tant que commissaire du peuple pour les Nationalités, lut une lettre écrite par Arnold Tchikobava critiquant les thèses de Marr. Il convoqua Tchikobava à un dîner qui dura de 9 h à 7 h du matin, où Staline prend note des idées de Tchikobava. De cette façon, il saisit assez de problèmes dans les idées de Marr pour s'opposer à cette simplification de marxisme formaliste et mis fin à la dominance idéologique de ce dernier sur la linguistique soviétique.
En raison notamment de l'existence de nombreux disciples (Nicolas Adontz, Joseph Orbeli, Vassili Abaïev (en)…), Nicolas Marr peut cependant être considéré comme le savant qui, à cause de théories linguistiques souvent erronées, voire farfelues (langues japhétiques), érigées en science officielle du fait de Staline, a contribué à retarder notablement jusqu'en 1950 (nouveau revirement de Staline) les sciences du langage en URSS, comme Lyssenko l'avait fait pour les sciences du vivant.

### Pédologie
La pédologie est un domaine populaire de la recherche qui a été permis grâce aux nombreux orphelinats créés après la guerre civile russe. La pédologie soviétique était une combinaison de la pédagogie et de la psychologie du développement humain, qui dépendaient fortement de différents tests. Elle a été officiellement interdite en 1936, après un décret du Comité central du Parti communiste de l'Union soviétique « Sur les perversions de la pédologie dans le système du Narkompros » le 4 juillet 1936.

### Physique
À la fin des années 1940, certains domaines de la physique, en particulier la mécanique quantique, mais aussi la relativité restreinte et générale, ont également été targués d'idéalisme. Les physiciens soviétiques, tels que K. V. Nikolskij et D. Blokhintzev, ont développé une version de l'interprétation statistique de la mécanique quantique, qui a été considérée comme plus conforme aux principes du matérialisme dialectique,. Cependant, bien qu'initialement prévu, ce processus ne va pas jusqu‘à la définition d‘une physique idéologiquement « correcte » ou à la purge de ces scientifiques qui ont refusé de se conformer à elle, parce que cela a été reconnu comme potentiellement trop nocif pour le programme nucléaire soviétique[réf. nécessaire].

### Sociologie
Après la révolution russe, la sociologie a été peu à peu « politisée, bolchevisée et finalement, stalinisée ». À partir des années 1930 jusqu'aux années 1950, la discipline a pratiquement cessé d'exister dans l'Union soviétique. Même à l'époque où elle a été autorisée et pas remplacée par des philosophies marxistes, elle a toujours été dominée par la pensée marxiste ; la sociologie dans l'Union soviétique et de l'ensemble du bloc de l'Est a donc représenté, dans une large mesure, une seule branche de la sociologie : la sociologie marxiste. Avec la mort de Joseph Staline et le 20e congrès du Parti en 1956, les restrictions sur les recherches sociologiques ont été quelque peu assouplies, et enfin, après le 23e congrès du Parti, en 1966, la sociologie dans l'Union soviétique a de nouveau été officiellement reconnue comme une branche acceptable de la science.

### Statistiques
« "Cunning Figures".
This is the translation of a widely cited article (Lukavaya Tsifra) by journalist Vasily Selyunin (ru) and economist Grigorii Khanin (en), in Novy Mir, February 1987, #2: 181-202 »

La qualité (précision et fiabilité) des données publiées dans l'Union soviétique et utilisées dans la recherche historique est une autre question soulevée par les différents soviétologues,. Les théoriciens marxistes du Parti considèrent les statistiques comme une science sociale ; ainsi, de nombreuses applications de la statistique mathématique ont été mises à mal, en particulier au cours de l'époque stalinienne. En vertu de la planification centrale, rien ne devait pouvoir se produire par accident. Ainsi, la loi des grands nombres ou l'idée d'un écart aléatoire ont été décrétées comme « fausses théories ». Les journaux de statistiques et les départements universitaires ont été fermés ; des statisticiens de renommée mondiale, comme Andreï Kolmogorov ou Eugen Slutsky ont abandonné la recherche statistique.
Comme avec toute l'historiographie soviétique, la fiabilité des données statistiques soviétiques a varié d'une période à l'autre. La première décennie révolutionnaire et la période de la dictature de Staline semblent très problématiques en ce qui concerne la fiabilité statistique ; très peu de données statistiques ont été publiées de 1936 à 1956 (voir Recensement soviétique (1937)). La fiabilité des données s'est améliorée après 1956, lorsque certaines données manquantes ont été publiées et les experts soviétiques eux-mêmes ont publié des données ajustées pour l'époque stalinienne ; cependant, la qualité de la documentation s'est détériorée.
Bien que des données statistiques utiles dans la recherche historique peuvent avoir été complètement inventées par les autorités soviétiques, il y a peu de preuves qui indiqueraient que la plupart des statistiques ont été changées par falsification ou l'insertion de fausses données dans le but de tromper l'Ouest. Les données ont cependant été falsifiées à la fois lors de la collecte par les autorités locales qui étaient jugées par les autorités centrales selon que leurs chiffres correspondent aux prescriptions de l'économie planifiée centralement — et par la propagande interne, dont le but est de bien dépeindre l'État soviétique aux yeux des citoyens. Néanmoins, la politique de non-publication, ou tout simplement la non-collecte de données pour diverses raisons, est beaucoup plus fréquente que la simple falsification ; par conséquent, il existe de nombreuses lacunes dans la République soviétique de données statistiques. Insuffisante, voire inexistante, la documentation statistique pour beaucoup de soviétiques est également un problème important.

## Thème dans la littérature
- Vladimir Doudintsev, Les Robes blanches, 1987 1988 prix d'État de l'URSS), une version romancée du lyssenkisme et de ses conséquences en termes de retard soviétique dans l'étude de la génétique.